# Mühlheim am Main
Mühlheim am Main – miasto w Niemczech, w kraju związkowym Hesja, w rejencji Darmstadt, w powiecie Offenbach. Leży na lewym brzegu Menu. Miasto zamieszkuje 27 996 osób (IX 2015), a jego powierzchnia wynosi 20,67 km².

## Geografia
Miasto jest jedną z trzynastu gmin w powiecie Offenbach. Leży w regionie Ren-Men, na południowym brzegu Menu, między miastami Offenbach am Main i Hanau. Ciek Bieber wpływa na terenie miasta do Rodau, a ta następnie do Menu.

## Demografia
(dane z 31 grudnia poszczególnych lat)
- 1998 – 26 124 mieszkańców
- 1999 – 26 210
- 2000 – 26 082
- 2001 – 26 210
- 2002 – 26 396
- 2003 – 26 436
- 2004 – 26 557
- 2005 – 26 582
- 2006 – 26 625
- 2011 – 27 058

## Gminy sąsiadujące
Mühlheim am Main graniczy od północy z miastem Maintal w powiecie Main-Kinzig, na wschodzie z miastem Hanau, na południu z miastem Obertshausen w powiecie Offenbach oraz z miastem Offenbach am Main od strony zachodniej.

## Dzielnice
Miasto składa się z trzech dzielnic: Mühlheim, Dietesheim i Lämmerspiel. Do miasta należą oprócz Starego Miasta (Altstadt) i Śródmieścia (Innenstadt) także tereny mieszkalne Marktwald i Rote Warte.

## Historia
W 815 r. cesarz Ludwik I Pobożny podarował Einhardowi znajdujące się we frankijskim Maingau miejscowości Untermühlheim wraz z Obermühlheim (dzisiejsze Seligenstadt).
```
Nazwa Mühlheim (niem. Mühle – młyn) pochodzi od dziesięciu młynów znajdujących się we wcześniejszych czasach przy brzegach cieków 
Rodau

(inne języki)
 i 
Bieber
. Do dzisiejszych czasów przetrwał jedynie jeden młyn – 
Brückenmühle
, który można zwiedzać co roku, w poniedziałek święta 
Zesłanie Ducha Świętego
 (Niemiecki Dzień Młynów).
```

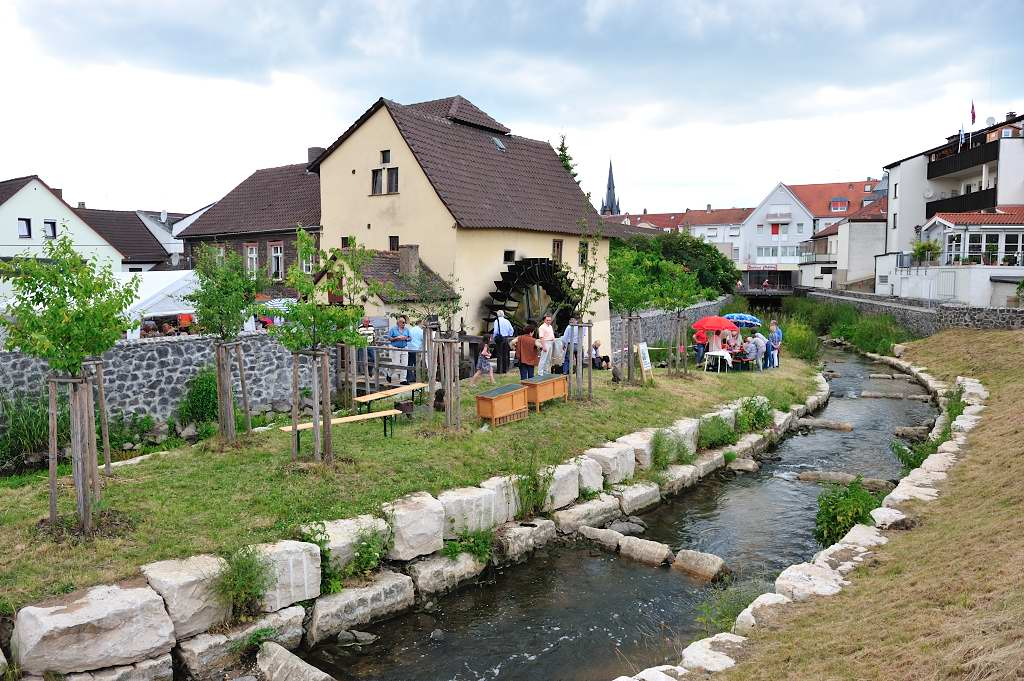
Brückenmühle

Przez bardzo długi okres, Mühlheim było parafią okolicznych miejscowości Bürgel, Offenbach, Bieber, Heusenstamm, Dietesheim i Lämmerspiel. Od XIV wieku Mühlheim am Main zarządzał ród Hagenhausen-Eppstein. Mühlheim oraz okoliczne, wtedy jeszcze samodzielne miejscowości, Dietesheim i Lämmerspiel należały od średniowiecza do 1819 r. do Biebermarku. Okoliczne lasy podlegały pod Leśnictwo Dreieich. W granicach miasta znajdowała się kiedyś także miejscowość Meielsheim.
W 1425 r. Mühlheim am Main, jak i wiele okolicznych miejscowości zostaje sprzedanych przez ród Eppsteinów arcybiskupstwu Moguncji. Po sekularyzacji arcybiskupstwa, Mühlheim am Main staje się częścią Hesji. W 1819 r., po podziale Biebermarku, Mühlheim otrzymuje dzisiejszy Markwald. W 1873 r. zostaje otwarta linia kolejowa łącząca Frankfurt nad Menem z Hanau. Od 1939 r., podczas reformy administracyjnej przeprowadzonej przez nazistów, połączono gminę Mühlheim i wieś Dietesheim, Mühlheim uzyskało prawa miejskie i nową nazwę Mühlheim am Main. Podczas reformy administracyjnej w 1973 r. do Mühlheim am Main przyłączono miejscowość Lämmerspiel.

## Gospodarka i infrastruktura
Mühlheim am Main było do późnych lat siedemdziesiątych znaczącym ośrodkiem przemysłowym w powiecie Offenbach. Produkcja bazaltu w kamieniołomach w Dietesheim, przemysł chemiczny, przemysł skórzany, elektromaszynowy stanowiły ważny czynnik gospodarczy. Pod koniec lat siedemdziesiątych powstała w mieście szeroka gama przedsiębiorstw średniej wielkości, przemysłu ciężkiego oraz dużych fabryk w mieście już nie ma.

### Transport
Jak wiele gmin w powiecie Offenbach, także Mühlheim am Main cierpi z powodu bardzo dużego natężenia ruchu, a co za tym idzie także dużego hałasu. Ze względu na swoje położenie między Offenbach am Main a Hanau istnieje duże natężenie ruchu na drodze krajowej B43. Prawie równolegle z nią, przebiega przez miasto bardzo ruchliwa trasa kolejowa relacji Frankfurt nad Menem – Fulda. Mühlheim am Main znajduje się dodatkowo w strefie przylotowej największego niemieckiego portu lotniczego we Frankfurcie nad Menem.

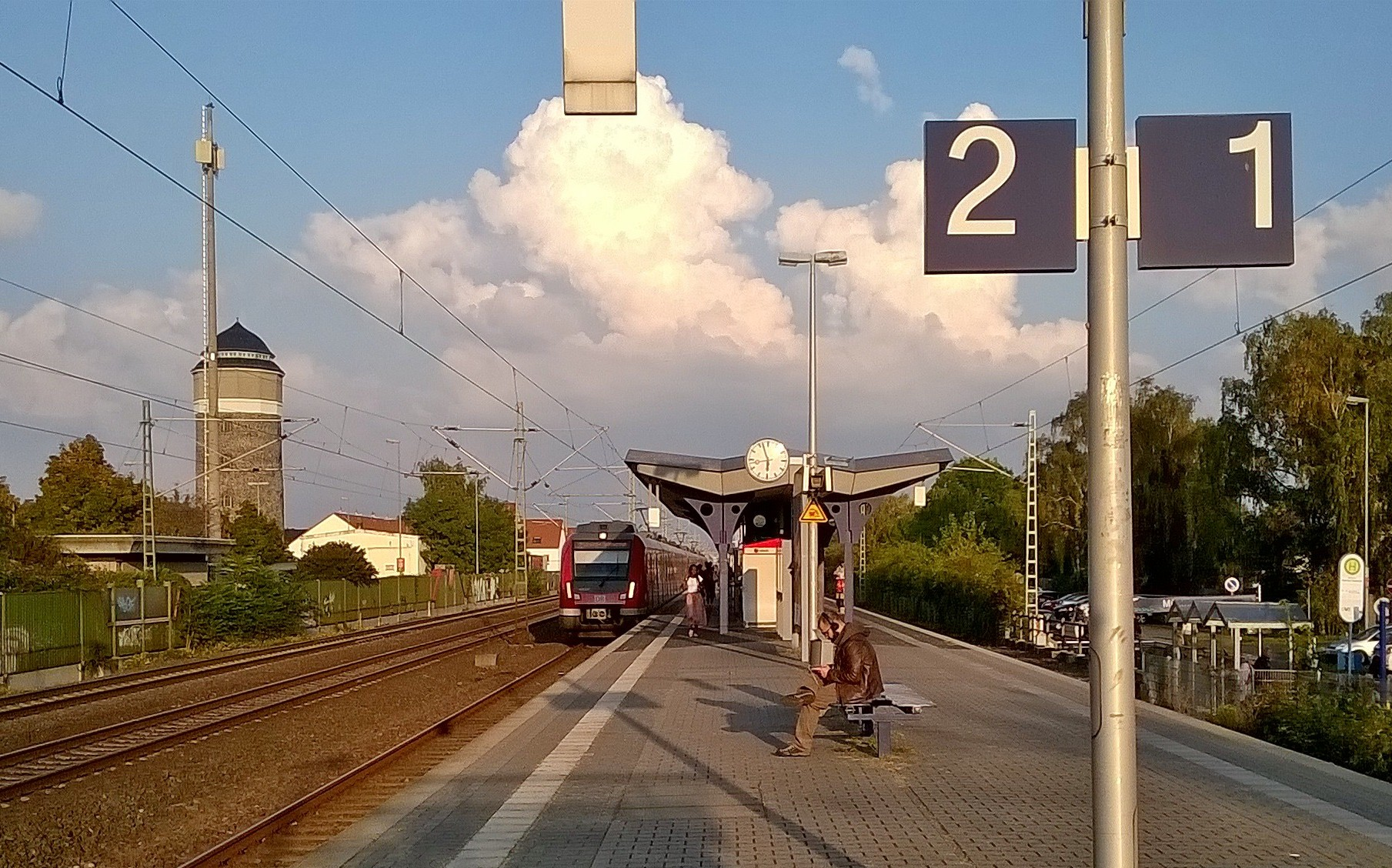
Stacja kolejowa

Od 1995 r. w mieście znajdują się dwie stacje S-Bahn. Jedna w samym Mühlheim, która zastąpiła stary dworzec oraz druga, nowa, w dzielnicy Dietesheim. Obie stacje obsługiwane są przez linie S8/S9 S-Bahn na trasie Wiesbaden – Frankfurt nad Menem – Hanau. Do centrum Offenbach am Main można dojechać w pięć minut, do centrum Frankfurtu nad Menem w 20 min., na lotnisko we Frankfurcie nad Menem w 35 min., a do Hanau w osiem min. W mieście uruchomiono po otwarciu linii S-Bahn sieć autobusów miejskich. Zyskała na tym głównie dzielnica Diestesheim, która uzyskała przez to dostęp do komunikacji miejskiej i lokalnej.
Oprócz tego przez Mühlheim am Main przejeżdżają autobusy linii 120 łączące Offenbach am Main z Obertshausen, linie lokalne AST35 i OF31 oraz linia szkolna V20.

### Media
Do mediów lokalnych należy dziennik Offenbach-Post. Raz w miesiącu ukazuje się „Die lokale Zeitung für Mühlheim, Dietesheim und Lämmerspiel” (Gazeta lokalna dla Mühlheim, Dietesheim i Lämmerspiel) z reportażami o mieszkańcach i wydarzeniach. Dodatkowo informacje o Mühlheim drukuje Dreieich-Zeitung oraz Stadtpost Mühlheim. Rzadziej ukazują się wzmianki we Frankfurter Rundschau. Frankfurter Allgemeine Zeitung drukuje częściej informacje o mieście w dziale Rhein-Main-Zeitung (Gazeta dla regionu Ren-Men).

### Szkolnictwo
W Mühlheim am Main znajdują się następujące szkoły publiczne:
- Friedrich-Ebert-Gymnasium (Liceum)
- Friedrich-Ebert-Schule (Szkoła główna i realna)
- Goetheschule (Szkoła podstawowa)
- Johann-Heinrich-Wichern-Schule (Szkoła specjalna z pomocą w nauce, Dietesheim)
- Markwaldschule (Szkoła podstawowa, Osiedle Markwald)
- Rote-Warte-Schule (Szkoła podstawowa, Osiedle Rote Warte)
- Brüder-Grimm-Schule (Szkoła podstawowa, Lämmerspiel)
- Geschwister-Scholl-Schule (Szkoła podstawowa, Dietesheim)
- Montessori-Schule Mühlheim (szkoła podstawowa, niedaleko osiedla Markwald)

W Mühlheim am Main istnieje od 2006 r. pierwsza w powiecie szkoła podstawowa Montessori. Jest to szkoła prywatna, w której uczy się czterdziestu uczniów (sierpień 2008) w klasach od 1 do 4.
Oprócz tego w mieście znajduje się wydział Szkoły Policyjnej w Wiesbaden, jak i szkoła psów policyjnych oraz szkoła muzyczna i Volkshochschule.

## Polityka

### Rada miejska
Wyniki wyborów komunalnych z 27 marca 2011:
| Partie                  | Partie                                    | % 2011 | Miejsc 2011 | % 2006 | Miejsc 2006 |
| SPD                     | Socjaldemokratyczna Partia Niemiec        | 41,3   | 19          | 40,2   | 18          |
| CDU                     | Unia Chrześcijańsko-Demokratyczna Niemiec | 30,7   | 14          | 37,4   | 17          |
| GRÜNE                   | Sojusz 90/Zieloni                         | 13,7   | 6           | 8,0    | 3           |
| BÜRGER                  | Bürger für Mühlheim e. V.                 | 12,0   | 5           | 10,7   | 5           |
| FDP                     | Wolna Partia Demokratyczna                | 2,4    | 1           | 3,6    | 2           |
| Łącznie                 | Łącznie                                   | 100,0  | 45          | 100,0  | 45          |
| Frekwencja wyborcza w % | Frekwencja wyborcza w %                   | 44,0   | 44,0        | 46,6   | 46,6        |

## Herb
Mühlheim nad Menem ma od 1948 własny herb. Herb przedstawia koło młyńskie, nad nim trzy srebrne zawilce gajowe o złotym owocolistku na białym tle. Koło młyńskie symbolizuje historię miasta o dziesięciu młynach, trzy zawilce gajowe symbolizują pierwsze trzy gospodarstwa a niebieskie tło – położenie nad wodą.

## Współpraca
Miejscowości partnerskie:
- Nouna, Burkina Faso – od 2009
- Saint-Priest, Francja – od 1964
- Tiefenort, Turyngia – od 1990

Od 2009 r. istnieje trójkąt partnerski między Mühlheim am Main, St. Priest i Nouna.

## Kultura i atrakcje turystyczne

### Teatr
Od ponad trzydziestu lat teatr transwestytów „Gerda’s kleine Weltbühne” jest magnesem przyciągającym mieszkańców miasta, jak i całego regionu. Bilety na przedstawienia są często wykupione na miesiące przed spektaklami.
W hali kulturalnej „Schanz” odbywają się od 1998 przedstawienia teatralne, małej sztuki oraz muzyczne. Organizowane są przez Kulturfabrik EigenArt e.V. w tygodniowych turnusach.

### Muzea
Mühlheim am Main posiada własne muzeum miejskie (Stadtmuseum). Oprócz tego istnieje jeszcze wiele prywatnych zbiorów, jak np. Muzeum Rolls-Royce’a (Rolls-Royce-Museum), które zwiedza się po wcześniejszym umówieniu w zamian za datek na cele społeczne, przedsiębiorcy z Mühlheim am Main Hansa-Güntera Zacha.

### Budowle
Wieża ciśnień, historyczna budowla z bazaltu, znajduje się w pobliżu dworca kolejowego i jest widocznym z daleka symbolem miasta, jest nadal użytkowana.

### Pomniki przyrody
Park krajobrazowy Dietesheimer Steinbrüche (Kamieniołomy Dietesheimskie) stanowi jedyną w swoim rodzaju w regionie Ren-Men atrakcję turystyczną. Są to pozostałości kamieniołomu bazaltu w dzielnicy Dietesheim, któremu przywrócono naturalne właściwości i otwarto dla społeczności. Wyjątkowo piękne są skarby bazaltowe przy jeziorze Vogelsberger See.

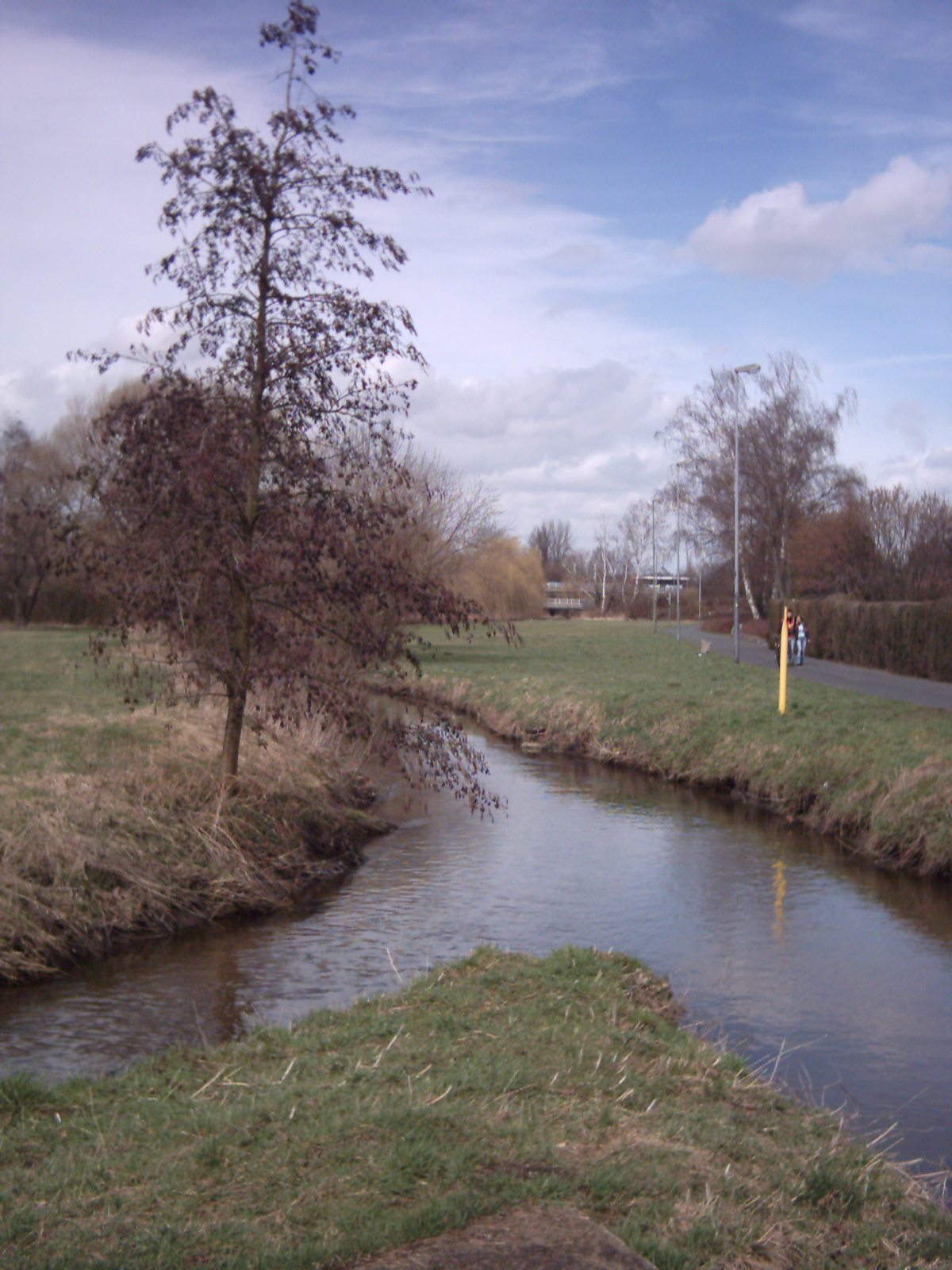
Ujście Bieber do Rodau
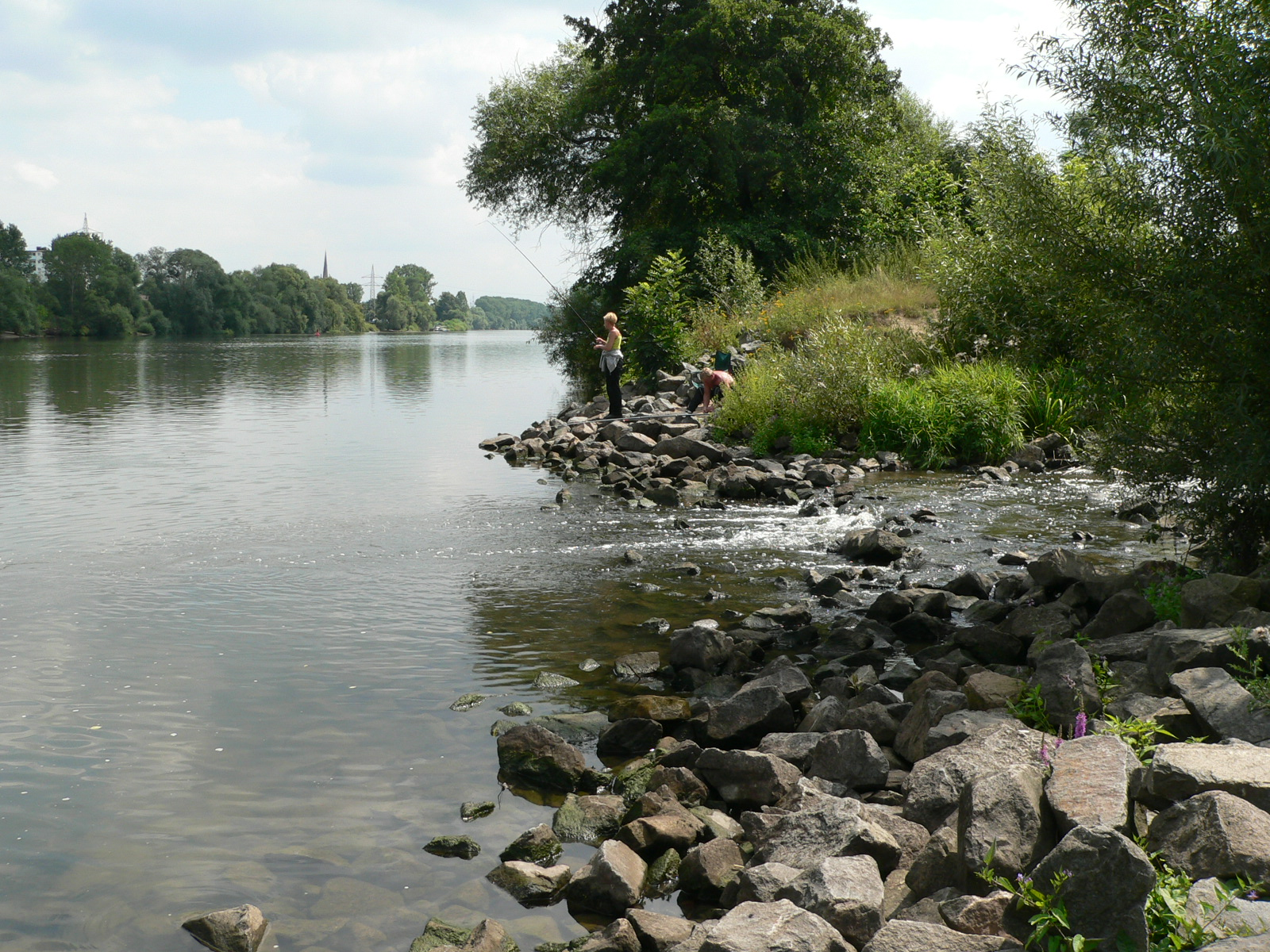
Ujście Rodau do Menu

## Sport
Oprócz różnych miejsc sportowych związanych z piłką nożną, istnieje też pływalnia i otwarty basen w dzielnicy Lämmerspiel. Na Menie można uprawiać wioślarstwo. Istnieje też możliwość uprawiania sportu strzelniczego zgodnie z zasadami Niemieckiej Federacji Strzelniczej (Deutscher Schützenbund) oraz Federacji Niemieckich Strzelców (Bund deutscher Sportschützen)oraz Niemieckiej Unii Strzeleckiej (Deutsche Schießsport Union). W trzech dzielnicach istnieje też wiele klubów piłki nożnej, tenisu ziemnego i stołowego.

### Imprezy cykliczne
W poniedziałek (Rosenmontag) przed Popielcem organizowane są parady (Faschingsumzug) w Mühlheim i Dietesheim, natomiast w Lämmerspiel we wtorek przed Popielcem. Pod koniec lipca organizowany jest przez związek kulturalny Artificial Family e.V. festiwal muzyczny, który odbywa się w byłym kamieniołomie, tzw. Steibruchfestival. Co roku, w pierwszy weekend po 15 sierpnia, organizowany jest bardzo popularny w regionie kiermasz w Dietesheim. W samym Mühlheim bardzo popularne są Święto Starówki (Altstadtfest) oraz jarmark bożonarodzeniowy (Weihnachtsmarkt).

## Religia

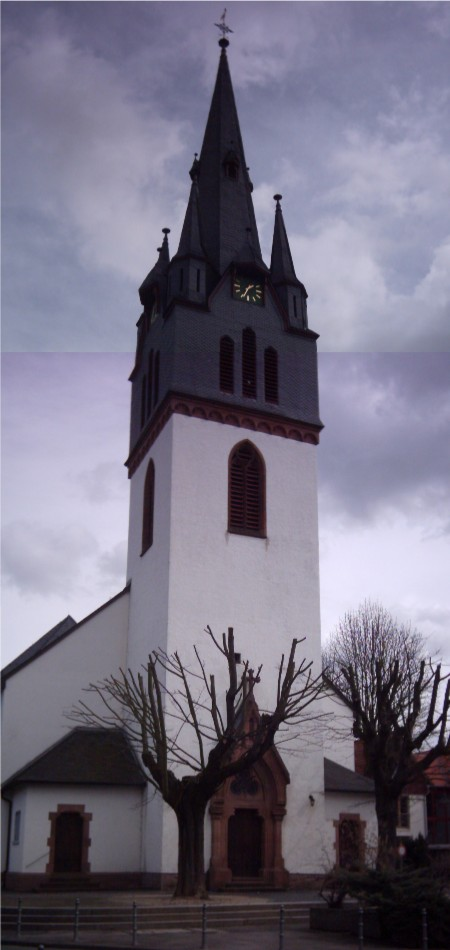
kościół katolicki pw. św. Marka (St. Markus)

Katolicyzm: Mühlheim przez swoją długą przynależność do diecezji mogunckiej, był przez długi okres wyłącznie katolicki. Obie parafie pw. Maksymiliana Kolbe (Maximilian Kolbe) oraz pw. św. Marka (St. Markus) oraz parafie w pozostałych dzielnicach podlegają jako część dekanatu Rodgau diecezji mogunckiej.
Ewangelicyzm (kościół krajowy): Ewangelicka parafia Pokoju (Friedensgemeinde) oraz parafia im. Dietricha Bonhoeffera są częścią Kościoła ewangelickiego w Hesji i Nassau.
Ewangelicyzm (kościoły wolne): Kościół Adwentystów Dnia Siódmego Mühlheim oraz Kościół ewangelicko-metodystyczny.
Pozostałe: W mieście znajduje się Sala Królestwa Świadków Jehowy.

## Galeria

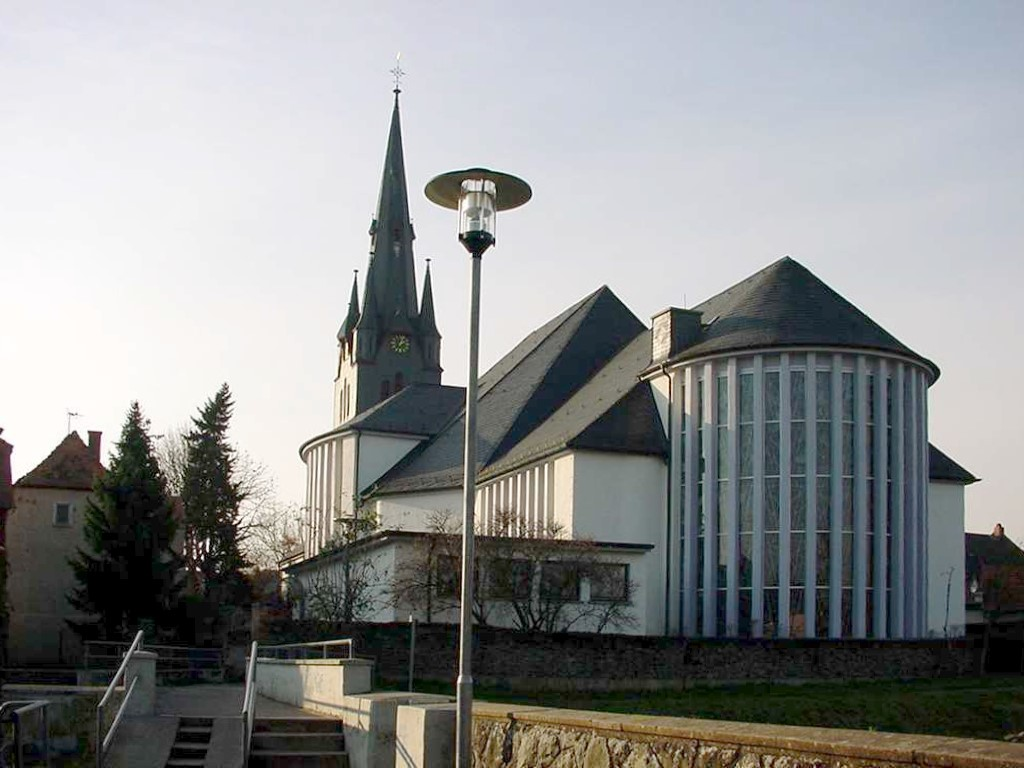
Kościół św. Marka (St. Markus)
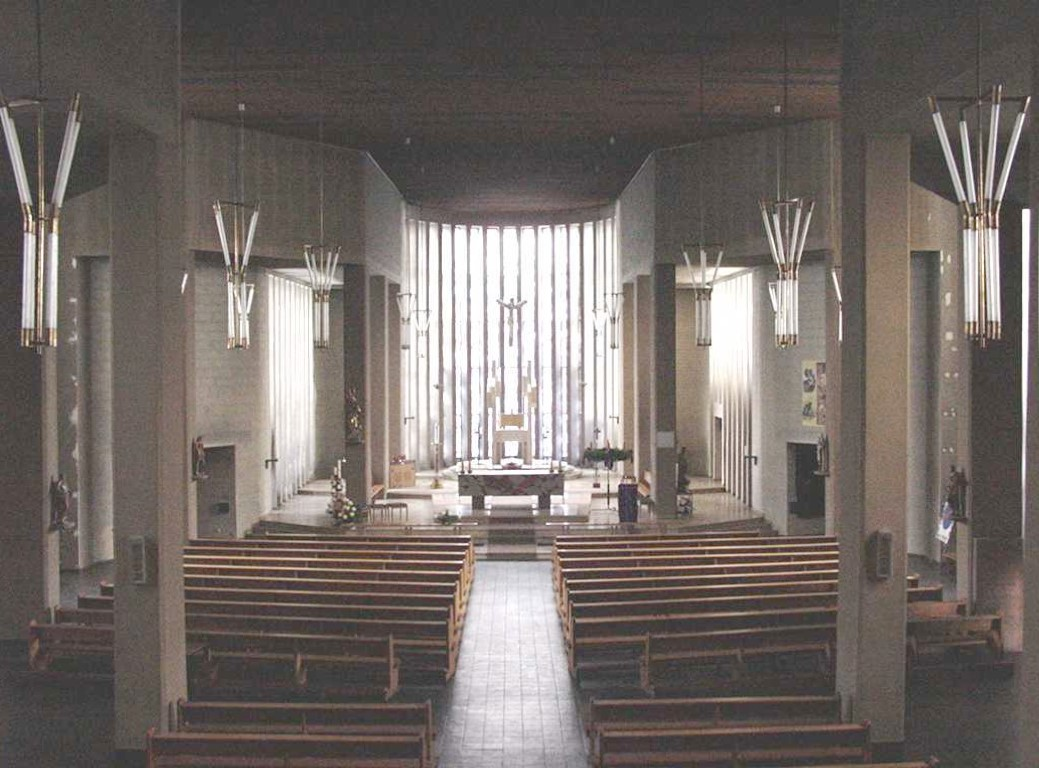
Wnętrze kościoła św. Marka (St. Markus)
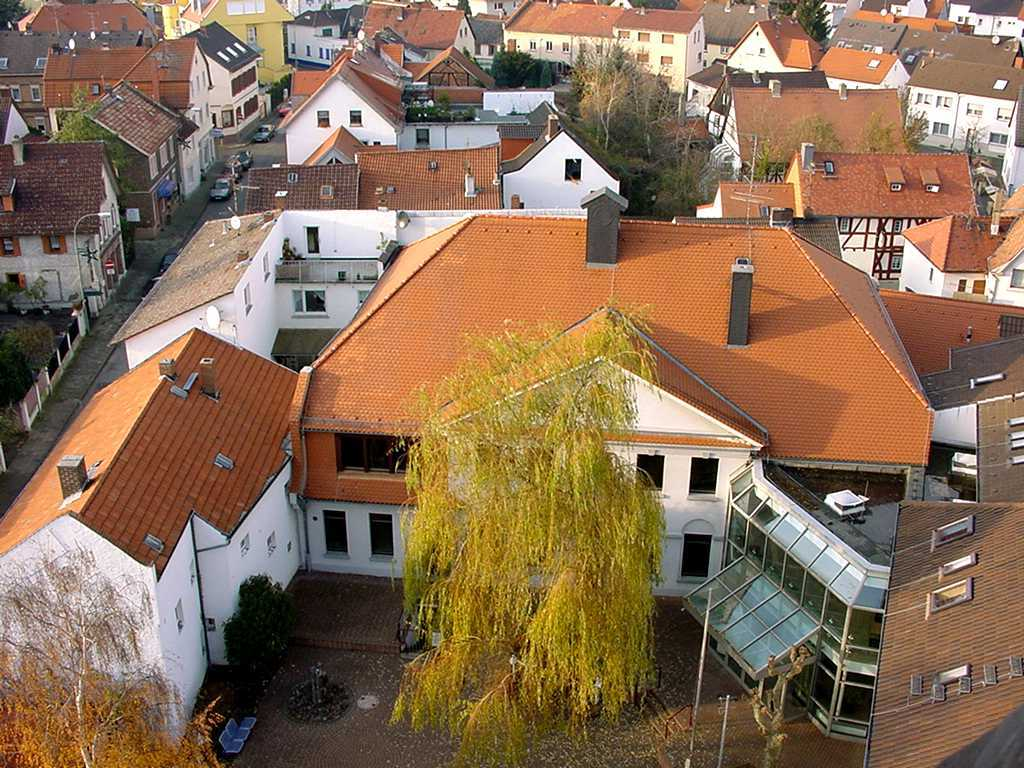
Budynki parafialne kościoła św. Marka (St. Markus)
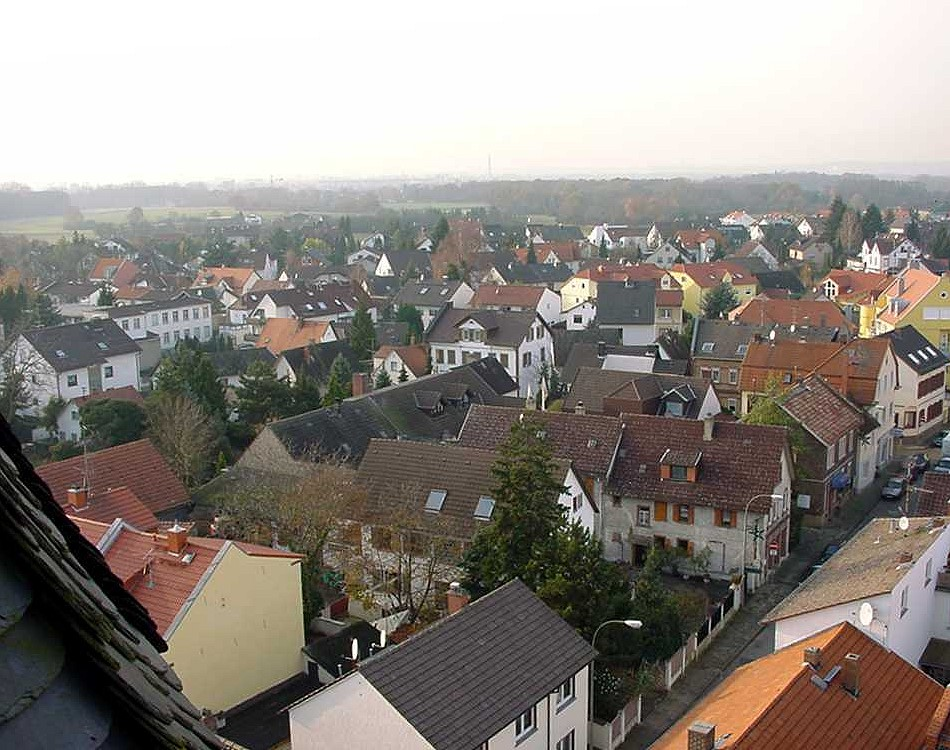
Widok z kościoła św. Marka (St. Markus) na Men i na północny zachód
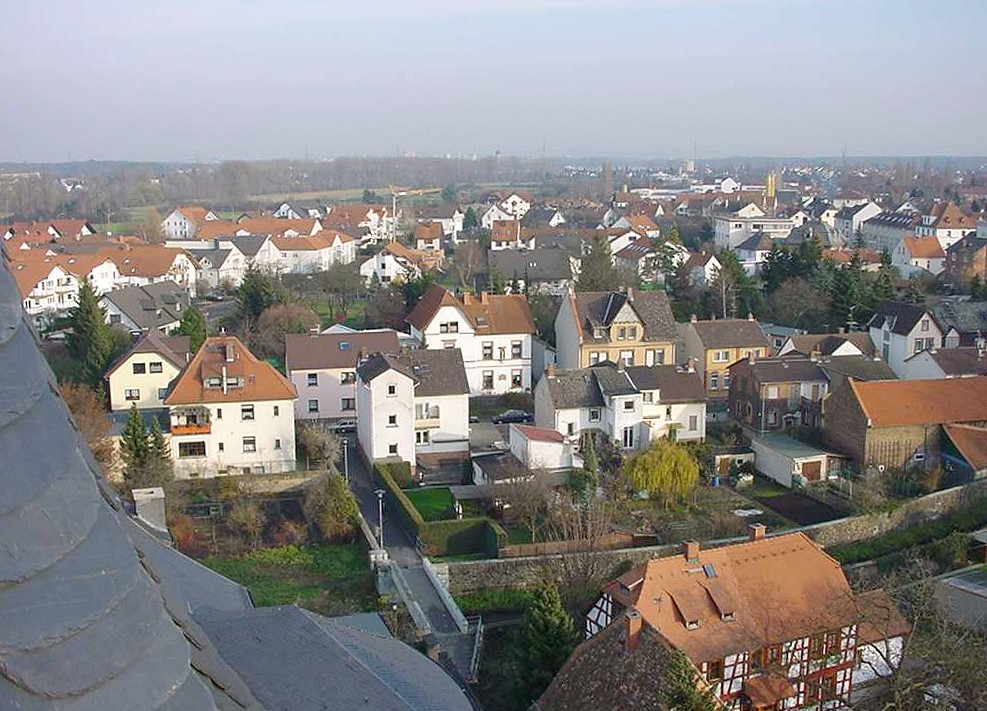
Widok z kościoła św. Marka (St. Markus) w kierunku wschodnim
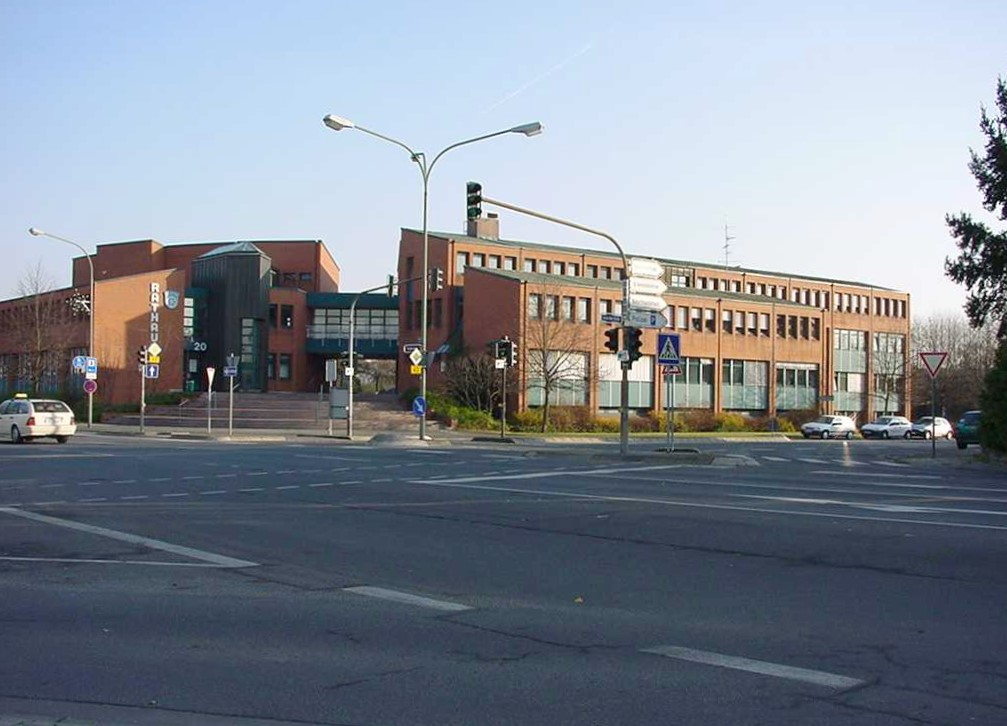
Ratusz miasta Mühlheim am Main